# Heinz Butin
Heinz Butin (* 13. April 1928 in Bad Godesberg; † 28. Februar 2021 in Wolfenbüttel) war ein deutscher Phytopathologe und Forstwissenschaftler aus Wolfenbüttel. Er war langjähriger Leiter des Instituts für Pflanzenschutz im Forst der Biologischen Bundesanstalt für Land- und Forstwirtschaft in Braunschweig. Er hat sich vor allem mit den Krankheiten der Gehölze beschäftigt und ist nicht zuletzt durch sein weit verbreitetes Standardwerk Krankheiten der Wald- und Parkbäume (1983) bekannt.

## Leben
Heinz Butin wurde 1954 mit der Dissertation Physiologisch-ökologische Untersuchungen über die Beziehung von Wasserhaushalt und Photosynthese bei Flechten an der Mathematisch-naturwissenschaftlichen Fakultät der Universität Bonn zum Dr. rer. nat. promoviert. Danach arbeitete er an dem von Herbert Zycha geleiteten Institut für Forstpflanzenkrankheiten der Biologischen Bundesanstalt für Land- und Forstwirtschaft in Hann. Münden. Butin arbeitete sich in das Fachgebiet der Forstpathologie und speziell der forstlichen Mykologie ein, wobei er in Zycha einen hervorragenden Lehrer fand, bei dem er sich schließlich an der Forstlichen Fakultät der Georg-August-Universität Göttingen mit der Schrift Untersuchungen zur Ökologie einiger Bläuepilze an verarbeitetem Kiefernholz auch habilitierte.
1969 wurde Heinz Butin zum Wissenschaftlichen Direktor am Institut für Forstpflanzenkrankheiten befördert. Die Forstfakultät der Universität Göttingen, die in dieser Zeit von Hann. Münden nach Göttingen umzog, ernannte ihn zum außerplanmäßigen Professor. 1976 wurde er dann mit der Amtsbezeichnung Direktor und Professor Leiter des Instituts für Pflanzenschutz im Forst der Biologischen Bundesanstalt für Land- und Forstwirtschaft in Braunschweig, hielt aber im Rahmen der Ausbildung im Fach Waldschutz nach wie vor Forstpathologie-Vorlesungen in Göttingen.
Gemeinsam mit Herbert Zycha veröffentlichte Butin 1973 das Lehrbuch Forstpathologie, das aber nie die Popularität von Fritz Schwerdtfegers Die Waldkrankheiten erlangte, allerdings auch andere Schwerpunkte setzte. Sein erfolgreichstes Buch, das ihn durch verschiedene Übersetzungen international bekannt machte, ist Krankheiten der Wald- und Parkbäume, das erstmals 1983 erschien und bis 2019 fünf Auflagen erlebte. Im Zuge der Debatte um das sogenannte „Waldsterben“ verfasste Butin zusammen mit Günter Hartmann und Franz Nienhaus den Farbatlas Waldschäden (1988), einen reich bebilderten Feldführer zur Diagnose von Baumkrankheiten. Das Buch fand nicht nur bei Forststudenten und Praktikern auf diesem Gebiet weite Verbreitung, sondern auch bei sonstigen um den Wald besorgten Naturfreunden. Das Werk wurde ebenso in mehrere andere Sprachen übersetzt, wie auch der Farbatlas Gehölzkrankheiten: Ziersträucher und Parkbäume (1992), den Butin gemeinsam mit Franz Nienhaus und Bernd Böhmer verfasste. Allerdings richtet sich dieses Buch nicht mehr an Förster und Waldbesitzer, sondern vorrangig an Gärtner und Gartenfreunde.
Daneben hat Butin zahlreiche Beiträge in nationalen und internationalen phytopathologischen Fachzeitschriften veröffentlicht.
Zu Ehren von Butins 85. Geburtstages wurde ihm 2013 eine Arbeit über den Fichtenparasitischen Pilz Rhizoctonia butinii gewidmet.
Er war Ehrenmitglied der Deutschen Gesellschaft für Mykologie (DGfM).

## Schriften
- Physiologisch-ökologische Untersuchungen über die Beziehung von Wasserhaushalt und Photosynthese bei Flechten. Dissertationsschrift, Bonn 1954.
- Die blatt- und rindenbewohnenden Pilze der Pappel unter besonderer Berücksichtigung der Krankheitserreger. In: Mitteilungen aus der Biologischen Bundesanstalt für Land- und Forstwirtschaft, Berlin-Dahlem. Nr. 91. Berlin und Hamburg 1957 (PDF vom Julius Kühn-Institut).
- Die Krankheiten der Weide und deren Erreger. In: Mitteilungen aus der Biologischen Bundesanstalt für Land- und Forstwirtschaft, Berlin-Dahlem. Nr. 98. Berlin und Hamburg 1960 (PDF vom Julius Kühn-Institut).
- Untersuchungen zur Ökologie einiger Bläuepilze an verarbeitetem Kiefernholz. Habilitationsschrift, Göttingen/Hann. Münden 1964 (abgedruckt in Flora, 155. Jahrgang/1965).
- Heinz Butin, Herbert Zycha: Forstpathologie. Für Studium und Praxis. Stuttgart 1973, ISBN 3-13-494501-0.
- Krankheiten der Wald- und Parkbäume. Leitfaden zum Bestimmen von Baumkrankheiten. Stuttgart/New York 1983.
  - 4., neubearbeitete Auflage unter dem Titel Krankheiten der Wald- und Parkbäume. Diagnose, Biologie, Bekämpfung. Ulmer, Stuttgart 2011, ISBN 978-3-8001-7636-6.
- Heinz Butin, Günter Hartmann, Franz Nienhaus: Farbatlas Waldschäden. Diagnose von Baumkrankheiten. Stuttgart 1988.
  - 3., aktualisierte Auflage. Stuttgart 2007, ISBN 978-3-8001-1830-4.
- Heinz Butin, Franz Nienhaus, Bernd Böhmer: Farbatlas Gehölzkrankheiten: Ziersträucher und Parkbäume. Stuttgart 1992.
  - 4., aktualisierte und erweiterte Auflage. Ulmer, Stuttgart, 2010, ISBN 978-3-8001-6413-4.

Zusammen mit Rolf Kehr übersetzte Butin 1994 zudem das Fachbuch Moderne Baumpflege. Grundlagen der Baumbiologie (Modern Arboriculture) von Alex L. Shigo ins Deutsche. Außerdem war er Herausgeber der Waldschutz-Merkblätter der Biologischen Bundesanstalt für Land- und Forstwirtschaft.